# Église Saint-Nicolas d'Aubigny-aux-Kaisnes
L’église Saint-Nicolas d'Aubigny-aux-Kaisnes est une église située à Aubigny-aux-Kaisnes, en France.

## Localisation
L'église est située sur la commune de Aubigny-aux-Kaisnes, dans le département de l'Aisne.